# ماثيو غريف
ماثيو غريف (بالإنجليزية: Matthew Grieve)‏ هو لاعب كرة قدم بريطاني، ولد في 8 نوفمبر 1990 في أشينغتون ‏ في المملكة المتحدة. لعب مع ستوكبورت كونتي ونادي سلتيك نايشون ونيوكاسل يونايتد.

## وصلات خارجية
- ماثيو غريف على موقع قاعدة بيانات كرة القدم.إي يو (الإنجليزية)
- ماثيو غريف على موقع Soccerbase.com (لاعب) (الإنجليزية)